# Zoo Frankfurt
Koordinaten: 50° 6′ 56,1″ N, 8° 42′ 11,3″ O

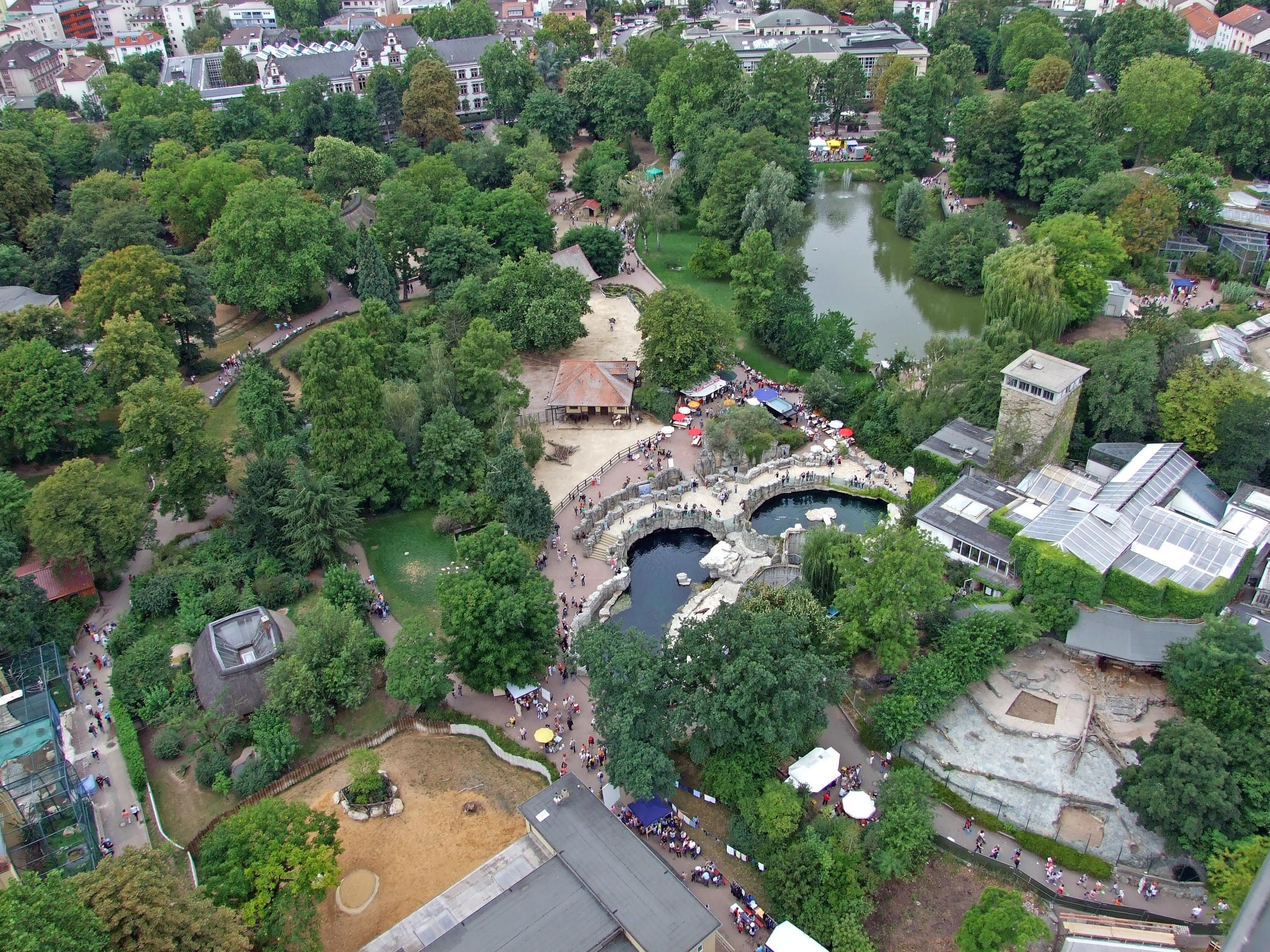
Luftaufnahme mit Blick unter anderem auf den großen Weiher, die Robben-Klippen und das Exotarium (mit Turm)

Der Zoo Frankfurt (zeitweise auch Zoologischer Garten Frankfurt) wurde 1858 in Frankfurt am Main eröffnet und ist damit, nach dem Zoologischen Garten Berlin, der zweitälteste Zoo Deutschlands.

## Lage
Der Zoo Frankfurt befindet sich am östlichen Rand der Innenstadt, in gerader Verlängerung der Haupteinkaufsstraße Zeil, Ecke Alfred-Brehm-Platz im Stadtteil Ostend. In der Bernhard-Grzimek-Allee (im Westen des Zoos) befinden sich das Gesellschaftshaus, der Haupteingang und der U-Bahnhof Zoo. Dort ist der Zoo durch die Linien U6 und U7 der U-Bahn Frankfurt, mit der Buslinie 31 sowie mit den Straßenbahnlinien 14 und 22 an das öffentliche Nahverkehrsnetz angebunden.
Das Freigelände ist im Norden durch die Thüringer Straße begrenzt – im Osten durch die Waldschmidtstraße und die Rhönstraße, an deren Kreuzung sich nahe dem Frankfurter Alleenring ein Ausgang befindet. Im Süden bilden die Straßen Am Tiergarten und Bernhard-Grzimek-Allee die Grenze.

## Geschichte

### Gründung

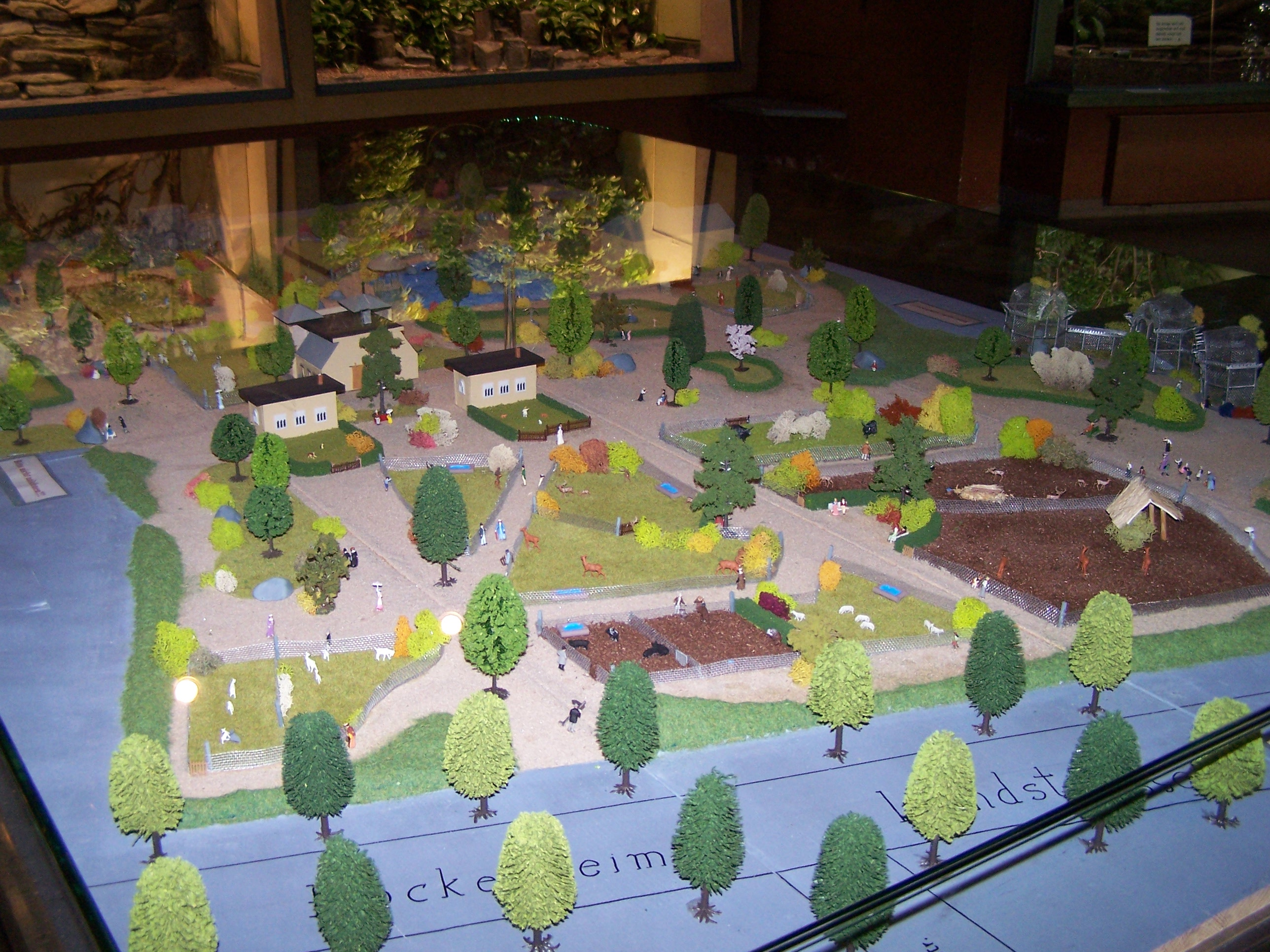
Modell des ersten Zoos im Westend um 1860, ausgestellt im Vogelhaus

Der Frankfurter Zoo entstand auf Betreiben einer Bürgerinitiative. Dazu pachtete die Zoologische Gesellschaft Frankfurt zunächst den Leer’schen Garten im Westend, direkt an der Bockenheimer Landstraße und westlich der heutigen Straße Unterlindau gelegen. Als man schließlich die Genehmigung der örtlichen Polizeibehörde eingeholt hatte, mit der „das Halten wilder Tiere in geeigneten Behältern“ gestattet wurde, wurden am 8. August 1858 die ersten exotischen Tiere präsentiert, jedoch wurden vorerst lediglich Pflanzenfresser genehmigt.

### Umzug

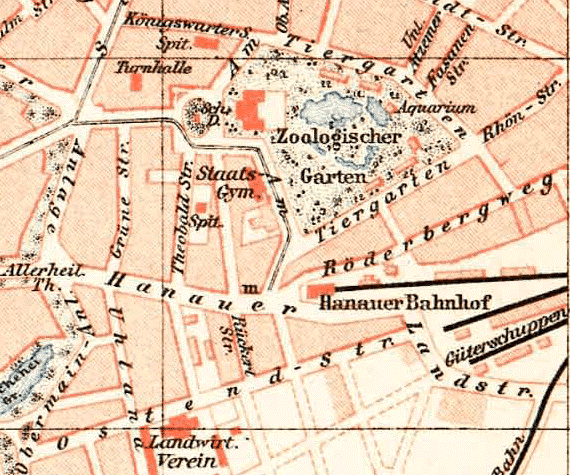
Der Zoo und seine Umgebung 1893, von der ehemaligen Pfingstweide ist bereits nichts mehr übrig.

Die Innenstadtlage und der daraus resultierende Platzmangel bewogen die Gründergesellschaft, an die damals außerhalb der Stadt gelegene Pfingstweide zu ziehen, ein ehemaliges Exerziergelände, auf dem schon Napoleon I. 1813 die Truppenparade abgenommen hatte. Am 29. März 1874 war der Umzug und bereits 1875/76 wurde das Zoo-Gesellschaftshaus errichtet.
1883 kostete der Eintritt 20 Pfennig (entspricht heute etwa 180 Eurocent), und man berichtete, der Zoologische Garten besitze

„eine Menge von in- und ausländischen Thieren, ein See-Aquarium, einen sehr gelehrigen Elephanten, der nach jeder Production die Pfennige, die man ihm in den Rüssel steckt, gehorsam und ehrlich seinem Wärter abführt, alles andere aber – als Obst und Brod – behaglich verzehrt.“

In der Folgezeit wurden auch ein Raubtierhaus, das Affenhaus, das Antilopenhaus, die Bärenanlagen und ein großes Aquarium gebaut. Die Baugeschichte des Frankfurter Zoos von 1874 bis 1994 fasste der Frankfurter Zoodirektor Scherpner in einem eigenen, postum veröffentlichten Buch zusammen.
Der Zoo war auch bei Malern beliebt und wurde von den Impressionisten Paul Klimsch und Max Slevogt besucht. Der Zoo reagierte auf das künstlerische Interesse, indem er Bruno Schäfer, Carl Wagner, Gertrud Winter und Paul Klimsch auf dem Wirtschaftshof Ateliers einrichtete.
1915 übernahm die Stadt Frankfurt den Zoo, nachdem der Tierbestand wegen des Ersten Weltkrieges an mangelnder Pflege und Nahrungsknappheit einzugehen drohte.

### Kriegszeit
In der Zeit des Nationalsozialismus wurde der fremdländische Begriff Zoo durch den deutschen Begriff Tiergarten ersetzt. Neben Gartenanlagen entstanden auch das Elefantenhaus, die Robbenanlage und das Menschenaffenhaus. Während des Zweiten Weltkrieges schlugen bei Luftangriffen auf Frankfurt am Main im März 1944 27 Fliegerbomben im Zoo ein, die fast alle Gebäude zerstörten. Viele Tiere starben oder liefen frei umher. Nahezu alle Gehege und auch das Gesellschaftshaus waren ausgebrannt. Alle Aquarien- und Terrarientiere, sämtliche Raubkatzen und ungefähr 90 Prozent aller anderen Tiere waren tot. Am 24. März 1945 ordnete NS-Gauleiter Jakob Sprenger die totale Räumung Frankfurts an. Der zuständige städtische Amtmann Fritz Acker verweigerte die angeordnete Tötung der wenigen überlebenden Tiere. Mit Unterstützung von Frankfurter Bauern gelang es ihm, den Zoo vorerst weiter mit Futter zu versorgen.

### Wiedereröffnung
Einen Tag nach dem Einmarsch der 3. US-Armee am 29. März 1945 beauftragte der Stadtkommandant der amerikanischen Militärregierung, Lt. Colonel Howard D. Criswell, den Redakteur Wilhelm Hollbach als amtierenden Oberbürgermeister mit dem Wiederaufbau der Stadtverwaltung. Priorität hatte zunächst die Wiederherstellung der zerstörten städtischen Infrastruktur und die Versorgung der Bevölkerung mit Lebensmitteln und Wohnraum. Der Zoo im dichtbesiedelten, weitgehend zerstörten Ostend sollte deshalb, entsprechend einer bereits auf die 1920er Jahre zurückgehenden Planung, endgültig aufgegeben und an den Stadtrand verlegt werden. Hollbachs persönlicher Referent Bernhard Grzimek wurde mit Wirkung vom 1. Mai 1945 zum Direktor des Zoos ernannt. Er widersetzte sich der angekündigten Schließung, ließ in privater Initiative die Bombenkrater im Zoo verfüllen und einige Gebäude provisorisch herrichten. Zugleich ließ er eigenmächtig den Zoo im Nordosten um ein Trümmergelände bis an den Unteren Atzemer und die Waldschmidtstraße erweitern; durch die Erweiterung verschwand die alte Fasanenstraße. Schließlich kündigte er öffentlich die Wiedereröffnung des Zoos am 1. Juli 1945 an.
Die Stadtverwaltung erteilte Grzimek die Erlaubnis, den Zoo wiederzueröffnen, allerdings ohne Zuschüsse aus städtischen Mitteln. Als neue Einnahmequelle wurde auf dem Gelände des zerstörten Zoos ein ständiges Vergnügungszentrum mit Schaustellern aller Art, Karussells und Achterbahn eröffnet. Tanzveranstaltungen, Kinderfeste und Sommernachtsbälle, Modenschauen, Eisrevuen und Zirkusveranstaltungen brachten Geld in die leeren Kassen. Grzimek wurde von anderen deutschen Zoodirektoren dafür kritisiert, da diese Vorgehensweise eines Zoodirektors nicht würdig sei. Grzimeks wissenschaftlicher Assistent war von 1946 bis 1950 der spätere Nürnberger Zoodirektor, Alfred Seitz.

### Neue Anlagen seit 1950

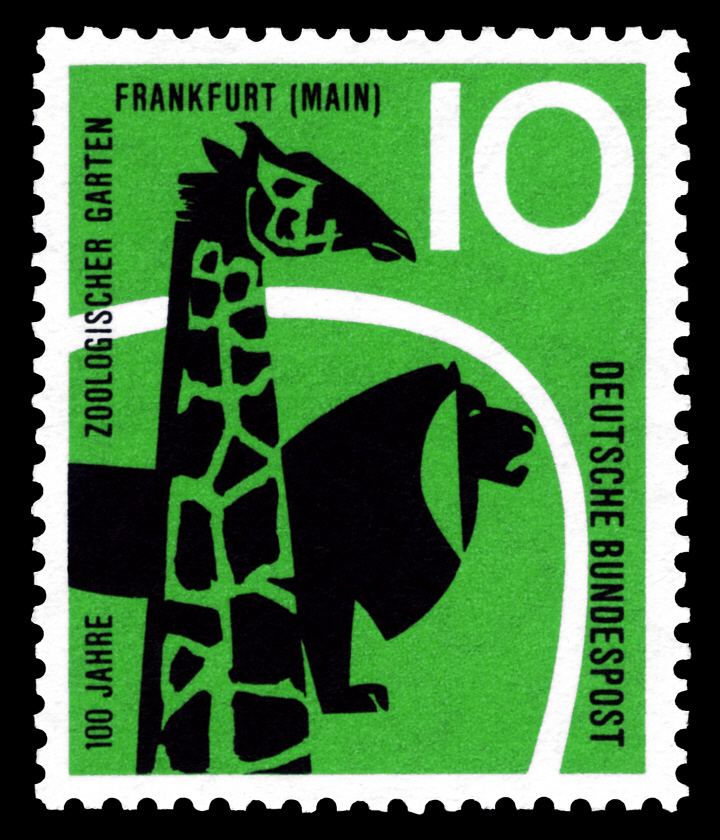
Briefmarke der Deutschen Bundespost (1958): 100 Jahre Zoologischer Garten Frankfurt (Main)

Die 1950 von Bernhard Grzimek wiedergegründete Zoologische Gesellschaft Frankfurt veranstaltete Tombolen und Spendenaktionen und stiftete die Einnahmen, die Millionenhöhe erreichten, dem Wiederaufbau. An Neubauten kamen nach dem Zweiten Weltkrieg ab den 1950er Jahren (zum Teil erstmals in Deutschland) hinzu:
- 1953: Giraffenhaus;
- 1957: Exotarium (Kunstwort aus Exot und Aquarium) mit der ersten Polaranlage für Pinguine (Eselspinguine), die ab 2019 temporär von Krokodilen bewohnt wurde;
- 1959/62: Affenanlagen;
- 1961: Faust-Vogelhallen und Straußenhaus;
- 1963: Vogelbüsche (früher: Fasanerie);
- 1966/70: Menschenaffenhaus mit riesigen Glasscheiben und weitgehendem Verzicht auf Gitter (Abriss 2006);
- 1978: Grzimek-Haus (auch Tag-Nacht- oder 24-Stunden-Haus) für Kleinsäugetiere mit Nachttierabteilung, ermöglicht das Beobachten nachtaktiver Tiere;
- 1993: Anlage für Amurleoparden an der Stelle der heutigen Bonobo-Freianlage (Abriss 2006);
- 1999: „Waldlichtung“ für Helmkasuare am Straußenhaus (unter Einbezug der früheren Nutria-Anlage);
- 2000: Mähnenwolf-Pampa an der Stelle des früheren „Rundbaus“ (heute Gehege für Gelbrückenducker) und „Eulen-Taiga“ an den Faust-Vogelhallen;
- 2001/05: Katzendschungel Südasien mit naturnahen Raubtieranlagen;
- 2002: Robbenklippen: Zwei getrennte Becken für Seehunde und Zwergseebären; in einer Grotte können die Robben durch große Unterwasserfenster beobachtet werden;
- 2004: Grzimek-Camp und Zwergotter-Freianlage am Grzimek-Haus;
- 2005: zweites Okapi-Gehege am Ort der Wolfsanlage neben dem Giraffenhaus;
- 2007: barrierefreier Streichelzoo mit Ziegen;
- 2008: Borgori-Wald (Kunstwort aus Bonobo, Orang-Utan und Gorilla), das neue Menschenaffenhaus, in dem auch weitere tropische Tierarten gezeigt werden. Außerdem wurde das Gibbon-Haus am großen Weiher mit Verbindung auf eine naturnah gestaltete Kletterinsel fertiggestellt.
- 2011: Erdmännchen-Freianlage mit Glashaus;
- 2013: Gebäudekomplex mit neuem Haupteingang, Zooshop und „Ukumari-Land“.[11]: „Ukumari-Land“ ist eine dreiteilige Anlage für Brillenbären und andere südamerikanische Säugetiere (Ukumari ist das Quechua-Wort für Bär);[12][13]
- 2018: Freianlage für Goldene Löwenäffchen am Grzimek-Haus.[14]
- 2019: Freianlage für Humboldtpinguine;[15] Hier sollen perspektivisch 60 bis 80 Pinguine unterkommen.[16]
- 2020: Bienenbaum für Honigbienen auf der Streuobstwiese hinter den Affenanlagen[17]
- 2023: Anlage für Nacktmulle und Kongo-Rosenkäfer im Grzimek-Haus, unterstützt vom Förderverein Zoo-Freunde Frankfurt e. V.[18]
- 2024: Außenanlage für Asiatischen Löwen, die durch die Eishockey-Mannschaft Löwen Frankfurt („Löwen für Löwen“)[19] und die KfW-Stiftung.[20] unterstützt wurde.[21] Die Anlage wurde von bisher 495 m2 auf über 1000 m2 erweitert[22].

Im Jahr 2019 wurden ferner die Konzeptstudie zum neuen Masterplan ZOOKUNFT 2030+ vorgestellt. Weitere Ausbauschritte sollen dem neuen Plan zufolge eine verbesserte Zoo-Infrastruktur, eine europäische Sumpflandschaft und zwei große Biotophallen mit Freigehegen sein. Angedacht sind zwei grundlegende Areale: das Nord-Ost Areal und das Süd-West Areal. Im Nord-Ost Areal soll eine Biotophalle für Tiere aus südamerikanischen Überschwemmungswäldern errichtet werden. Hierfür ist eine sogenannte Amazonas-Halle mit einer Größe von 6.725 m2 und neotropischen Außenbereich mit 7.900 m2 geplant. Weiterhin soll sich in diesem Areal ein 3.350 m2 großer Teil europäischen Feuchtgebieten widmen. Insgesamt sind für das Nord-Ost Areal eine Größe von ca. 2 Hektar angedacht. Im Süd-West Areal soll eine weitere Biotophalle eine Abfolge verschiedener afrikanischer Lebensraumausschnitte beherbergen. Hierfür ist eine sogenannte Afrika-Halle mit einer Größe von 10.200 m2 vorgesehen. Im dazugehörigen Außenbereich soll sich ein Teil den Wäldern des Kongo widmen sowie eine Savennen-Landschaft entstehen. Das gesamte Afrika-Areal soll ca. drei Hektar groß werden. Um die Zoo-Infrastruktur zu stärken, sind zwei Restaurants geplant. Eines mit Zugang zur Amazonas-Halle, ein weiteres mit Blick auf die Afrika-Savanne sind vorgeschlagen.

### Außenzoo
In den 1970er Jahren wurde der Plan einer Verlagerung des Zoos in Außenbezirke wieder aufgegriffen. Ein Anfang war 1974 gemacht, als man Wisente, Störche und Hirsche ins Niddatal verlegte. Auch ein Plan zum kompletten Umzug nach Niederursel war bereits fertig erarbeitet. Neue städtebauliche Planungen, unter anderem für die Bundesgartenschau 1989 im heutigen Niddapark, und die Erschließung des Niederurseler Hangs für den neuen Stadtteil Frankfurt-Riedberg und den Campus Riedberg, erforderten eine Umplanung und verhinderten den Umzug des Zoos. Die Zoodirektion zog die Konsequenzen und konnte, da sie sich artgerechter Haltung verpflichtet sah, zahlreiche Tierarten nicht mehr beherbergen. So gibt es im Frankfurter Zoo seit Mitte der 1980er-Jahre keine Elefanten mehr. Der Plan für einen neuen Landschaftszoo am Niederurseler Hang wurde nach einigen Planungsvorarbeiten nicht weiterverfolgt, und auch die Überlegungen für eine Zoofiliale in unmittelbarer Nähe zur Autobahn A5, am so genannten Geiersberg, sind bisher nicht konkretisiert worden.

## Tieranlagen und weitere Gebäude

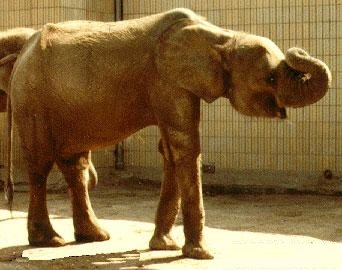
Waldelefant Dima 1975, gestorben 1979 im Zoo Frankfurt

### Ukumari-Land
2013 anstelle der Bärenanlagen aus der Grzimek-Zeit eröffnet, werden hier südamerikanische Säugetiere gezeigt. Schon vor dem Passieren der Kasse blickt man in einen üppig bepflanzten Wintergarten, dem Innengehege für Große Ameisenbären (züchtend). Zwei weitere Freianlagen werden von ebenfalls züchtenden Brillenbären genutzt, die auf einer Anlage mit Waldhunden vergesellschaftet sind. Die Innengehege der Bären und Hunde liegen hinter einer hohen künstlichen Felswand; sie verbirgt ein zweistöckiges Gebäude, in dem sich auch Zucht- und Zwischengehege für andere Tierarten befinden.

### Katzendschungel

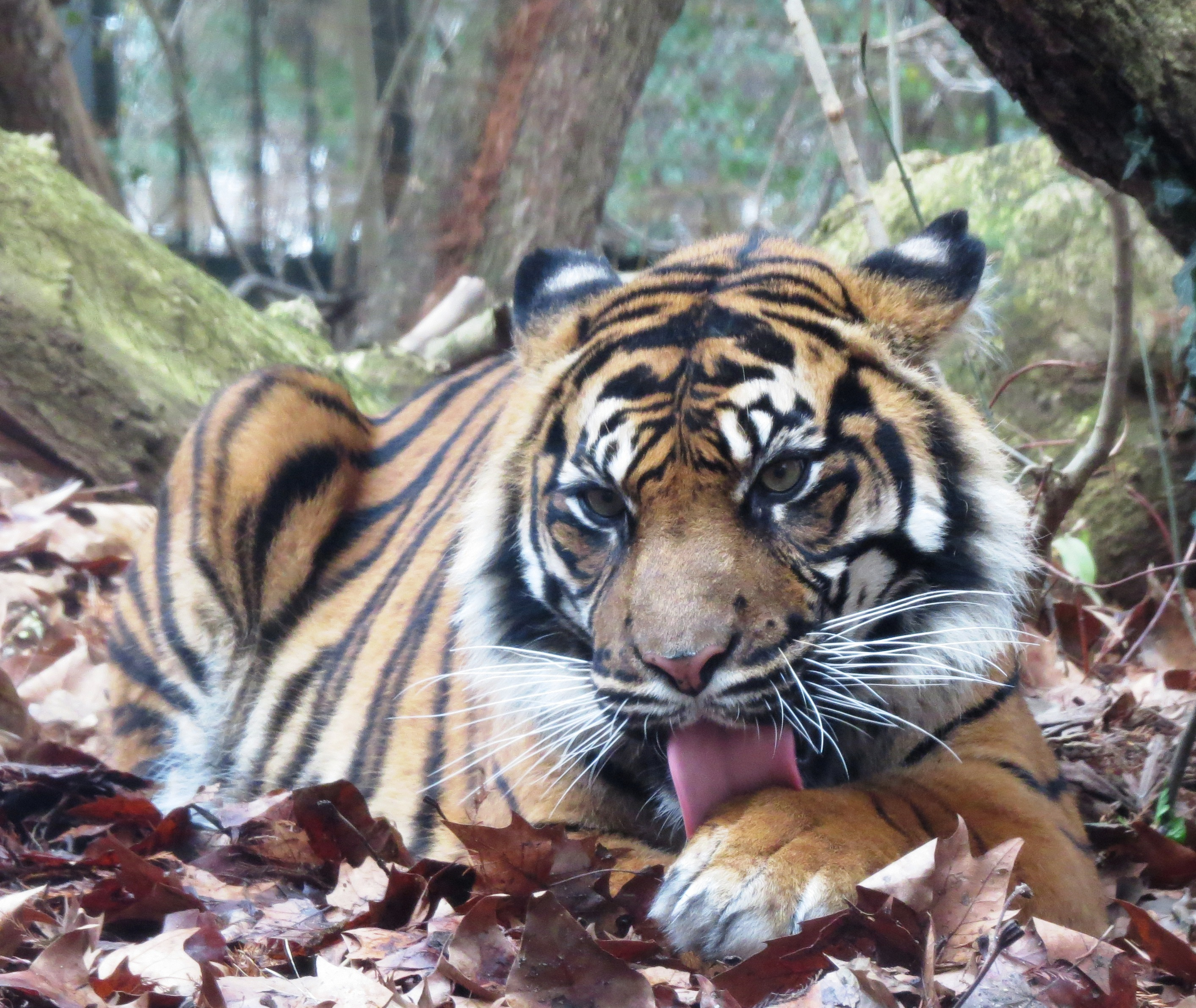
Sumatra-Tiger

An Stelle der alten Raubtiergalerie entstand mit dem „Katzendschungel“ eine neue Anlage für Raubsäuger, die meisten davon aus Südasien. Ausnahme sind die Fossas. Die größte Raubtierart Madagaskars bewohnt ein ursprünglich für Nebelparder designtes Gehege, mit einem spektakulären, großen Kunstbaum, der den Tieren in Kombination mit echten Ästen und Pflanzen viele Klettermöglichkeiten bietet. Ferner sind didaktisch wirkungsvoll Vertreter der beiden größten Katzenarten einer der kleinsten Katzenarten gegenübergestellt: Asiatische Löwen, Sumatra-Tiger und Ceylon-Rostkatzen. In die Tiger-Freianlage ist dabei ein Teil des Großen Weihers als Schwimmbecken für die Katzen integriert worden. Hier leben auch verschiedene Schildkröten und einheimische Süßwasserfische. Das letzte Überbleibsel der alten Raubtiergalerie, die unter Grzimek angelegte Löwen-Freianlage, wurde seit Sommer 2022 ebenfalls grundlegend modernisiert und am 2. Juli 2024 der Öffentlichkeit übergeben.

### Großer Weiher
In einem gläsernen Wintergarten am Ufer des Weihers lebt ein Pärchen Nördlicher Weißwangen-Schopfgibbons. Über eine Seilbrücke können sie auf kleine Inseln mit natürlichem Baum- und Strauchbewuchs.
Der Wassergeflügelbesatz des Weihers ist in den letzten Jahren weitgehend aufgelöst worden. Aktuell bewohnen ihn eine kleine Gruppe Rosapelikane und verschiedene bedrohte Enten- und Gänserassen (Pommernente, Emder Gans, Leinegans). Ferner dient er als Biotop für Kanada-, Nil- und Graugänse, Stockenten, Graureiher, Teichhühner und viele andere Wasservögel, die frei im Frankfurter Stadtgebiet leben. Ebenfalls leben hier Europäische Sumpfschildkröten und einheimische Süßwasserfische.

### Grzimek-Haus

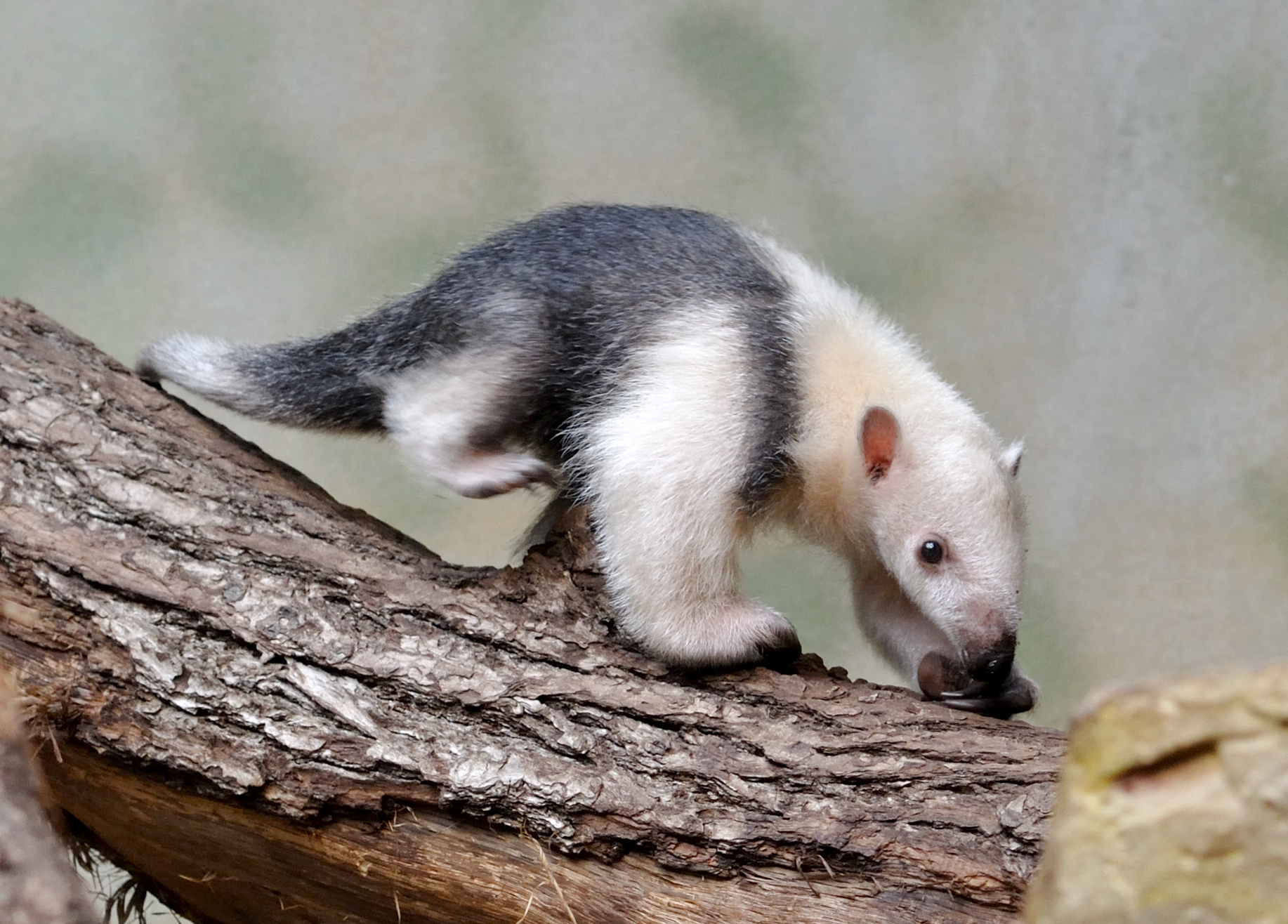
Südlicher Tamandua im Tagtierbereich des Grzimek-Hauses

Das Grzimek-Haus ist 1978 für tag- und nachtaktive Kleinsäugetiere errichtet worden. Zum heutigen Besatz zählen in den europäischen Zoos selten gezeigte und/oder in freier Wildbahn bedrohte Tierarten wie Fingertier, Erdferkel, Grauer Schlanklori, Rotschulter-Rüsselhündchen, Rotbraune Elefantenspitzmaus, Nacktmull und Komodowaran.

### Exotarium
Das zweistöckige Exotarium betritt man durch eine Halle aus den 50er-Jahren, dem Saal der Klimalandschaften. Auf seiner linken Seite lebten bis 2019 Eselspinguine in einer kühlbaren Anlage. Nach der Eröffnung des neuen Pinguingeheges für Humboldt-Pinguine im Mai 2019 wird sie gegenwärtig zu einer Mangroven-Anlage umgebaut (u. a. für Philippinische Segelechsen und Borneo-Flussschildkröten). Auf der gegenüberliegenden Seite befindet sich ein tropisches Flussufer mit Fischen Südamerikas. Darunter sind züchtende Pfauenaugen-Stechrochen, Südamerikanischer Lungenfisch, Schwarze Knochenzüngler und zahlreiche Buntbarsche und Salmler. Schildkröten, Vögel und andere Kleintiere komplettieren den Bestand an Land.
In der anschließenden Aquarienhalle sind auf der linken Seite und in einem kleinen Mittelbau die Seewassertiere untergebracht. In 13 Aquarien leben unter anderem Epaulettenhaie, Kieferfische, Schnepfenmesserfische und Seepferdchen sowie zahlreiche Arten aus dem Mittelmeer (darunter Tintenfische). Ferner gibt es ein Großaquarium, in dem unzählige Kupferanemonen wuchern – als Unterschlupf für Schwarzflossen-Anemonenfische und Orangeringelfische, die mit den Anemonen in Symbiose leben. In den acht Großaquarien der Stirn- und rechten Seite leben schließlich diverse Süßwassertiere, darunter Australische Lungenfische, eine Geierschildkröte, Pirayas und afrikanische Buntbarsche. Im „Gebirgsbach“ leben neben zahlreichen europäischen Kleinfischen auch Große Teichmuscheln und die in Hessen durch Bsal bedrohten Feuersalamander.

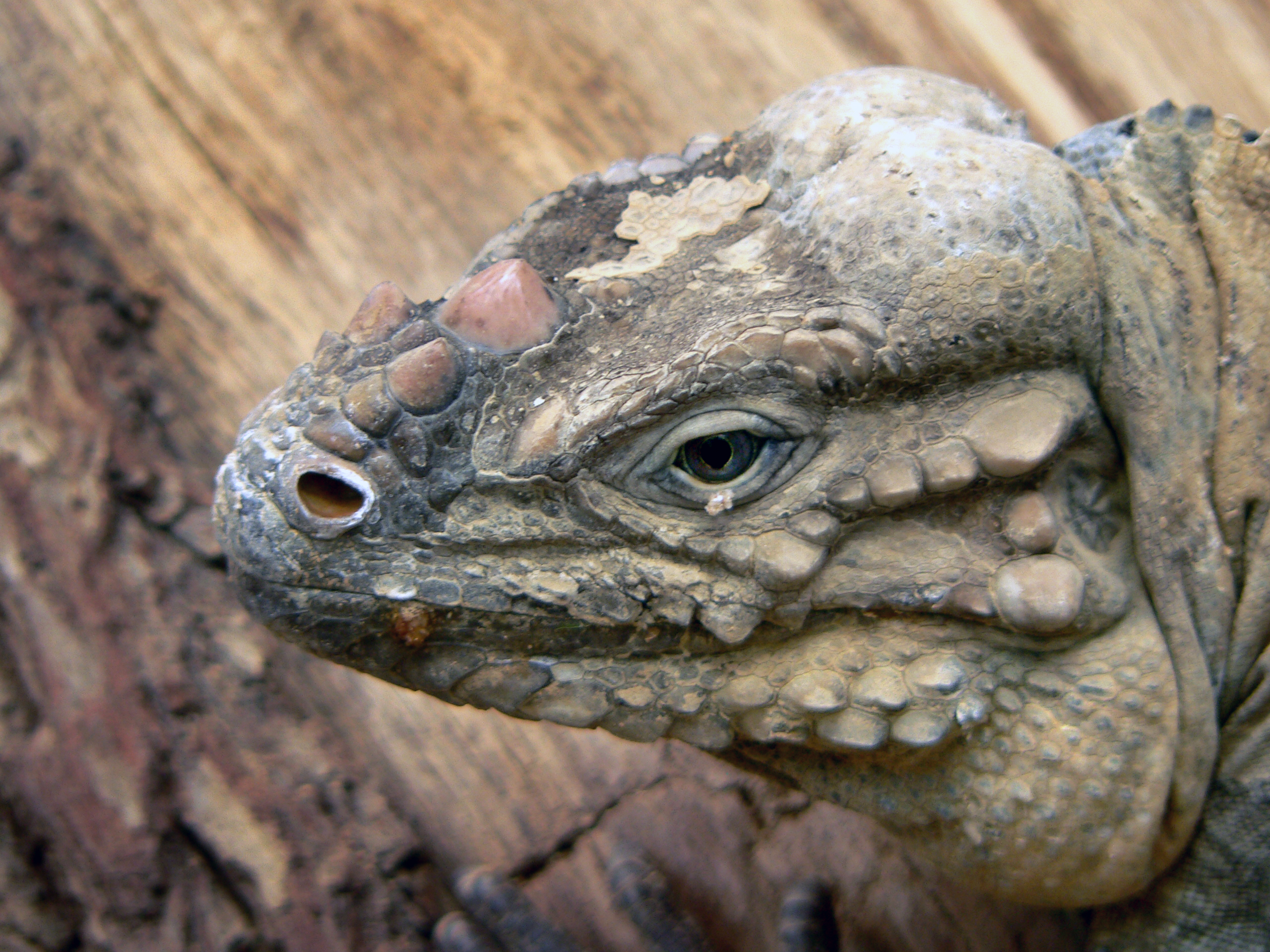
Nashornleguan

Im Obergeschoss des Hauses befindet sich der Großteil der Reptilien und Amphibien des Frankfurter Zoos. Der Schwerpunkt des Bestands liegt auf Schildkröten und Leguanen, darunter Ägyptische Land- und züchtende Papua-Weichschildkröten, Jamaika-Leguane, Nashornleguane, Blaue Felsenleguane, McDougall-Stachelleguane, und Kronenbasilisken. Weitere besondere Arten sind Australien-Krokodile, Nachtechsen, Lidblasenfrösche und Vanzolini-Baumsteiger, Anderson-Querzahnmolche, Haiti-Gallwespenschleichen, Blaue Baum- und Mitchell-Warane sowie Rauschuppen- und Seram-Pythons. Auch Insekten und Spinnentiere sind hier untergebracht. Erwähnenswert ist zudem die Zucht- und Aufzuchtstation, in der ganzjährig Jungtiere der verschiedensten Spezies sowie kleinste Reptilienarten wie der Türkiszwerggecko zu sehen sind. Einige Reptilien und Amphibien bewegen sich in der tropisch bepflanzten Halle frei (darunter Stirnlappenbasilisken und diverse Geckos).
Zu erreichen ist das Terrarium über einen großen Treppenaufgang von der Aquarienhalle aus. An seinen beiden Seiten befinden sich 16 Aquarien für kleine Süßwasserarten, darunter etwa Große Asiatische Flussnadeln, Bunte Prachtkärpflinge und die schwach elektrischen Elefantenrüsselfische (mit Stromdetektor), aber auch bedrohte Bandula-Barben, Rotflossen-Pandasaugbarben und Indische Zwerg-Kugelfische.

### Steinböcke
Am Ausgang des Exotariums ist eine Zuchtgruppe Westkaukasischer Steinböcke untergebracht. Ebenfalls leben hier Weißschwanz-Stachelschweine als eine weitere Art, die auch im Kaukasus vorkommt.

### Kinderzoo und Afrikanische Savanne
Der unter Bernhard Grzimek angelegte Kinderzoo ist heute nur noch in Resten erkennbar, da er größtenteils dem Neubau des Menschenaffenhauses „Borgori-Wald“ weichen musste. Teile des Kinderspielplatzes, das Heckenlabyrinth und das Stallgebäude der Afrikanischen Savanne (mit der 2011 ergänzten Anlage für Erdmännchen) erinnern aber auch heute noch an ihn. In den Tiergehegen am Spielplatz leben Keas und züchtende Goodfellow-Baumkängurus. An der Kiwi-Station kann der Besucher viel über die vielleicht interessanteste Vogelart des Zoos erfahren: den Nordstreifenkiwi. Die Termine, an denen die Jungvögel vor Publikum gewogen werden, sind die einzige Möglichkeit, die nachtaktiven Vögel zu beobachten, weil sich diese nicht an die Bedingungen eines Nachttierhauses gewöhnen können. Im Bereich der Afrikanischen Savanne sind Wildhunde, Zuchtgruppen von Addax-Antilopen und Mhorr-Gazellen sowie Helmperlhühner untergebracht. Dieser Teil des Zoos (inklusive Vogelbüsche, Faust-Vogelhallen, Eingang Rhönstraße und Altes Affenhaus) wurde dem Tiergarten nach dem Zweiten Weltkrieg als Erweiterungsgelände erschlossen.

### Vogelbüsche und Faust-Vogelhallen
Hier ist der Großteil des Frankfurter Vogelbestands untergebracht (54 Arten im März 2020).
In den Vogelbüschen (1963) wird der Besucher durch fünf begehbare Volieren geleitet und fühlt sich dort nacheinander in einem afrikanischen Sumpfgebiet (Hammerköpfe), in einer Savanne (Seriemas), in einem südamerikanischen Galeriewald (Roter Sichler, Kahnschnabel), an einem europäischen Flussufer (Säbelschnäbler, Bienenfresser) und in einem lichten Wald (Vietnamfasan, Blauracke, Wiedehopf).
Die Faust-Vogelhallen (1961) bilden einen dreiteiligen, rund 100 Meter langen Gebäudekomplex. Den Eingang in die Hallen bildet der sogenannte „Juwelensaal“. Hier sind in 15 der Art entsprechend eingerichteten, verglasten Gehegen vor allem diverse Kleinvogelarten untergebracht, darunter Reisfinken, Gouldamadinen, Purpurnaschvögel, Blaukronenpapageichen, Kapuzenzeisige und Kanarengirlitze in Zuchtgruppen, bzw. -paaren. In der anschließenden Haupthalle befinden sich 17 verglaste Großvolieren, deren Besatz etwa Montserrattrupiale, Tariktik-Hornvögel, Blauflügellieste, Blauohr-Honigfresser und Strohhalsibisse umfasst. Die frühere Storchen-Anlage im Zentrum der Halle wird aktuell für die bedrohten madagassischen Dickschnabelreiher und Hellaugenibisse umgebaut. Seit 2024 werden mit Rotschulter-Rüsselhündchen, Spaltenschildkröte, Kenia-Zebraskink und Nui-Chua-Stabschrecke (Nuichua rabeyae) auch erstmals Nicht-Vögel in den Faust-Vogelhallen gezeigt.
Am Ende des Gebäudes befindet sich die Freiflughalle zum gitter- und glaslosen Beobachten von tropischen Vogelarten der Alten Welt (darunter Fächertaube, Balistar und Rotohrbülbül) inmitten einer ostasiatisch empfundenen Pflanzenvielfalt. Abgeschlossen wird der Gang durch die Vogelwelt mit der außerhalb angrenzenden Eulen-Taiga, einer Freivoliere für Schneeeulen neben dem Ausgang der Waldflughalle. Vor dem Haus befindet sich zudem ein kleiner Teich – einst als Freigehege für (kupierte) Stelzvögel genutzt, sind dort nun Schmuck- und Sumpfschildkröten untergebracht.
Der Name „Faust-Vogelhallen“ wurde dem Gebäude im Mai 2006 im Andenken an den früheren Frankfurter Zoodirektor Richard Faust verliehen, einem ausgewiesenen Vogelspezialisten, der die Konzeption des Hauses maßgeblich prägte.

### Eingang Rhönstraße
Der zweite Zoo-Eingang soll perspektivisch in den Neubau des Frankfurt Conservation Centers, als neuem Domizil der Frankfurter Zoologischen Gesellschaft, integriert werden. Zur Realisierung dieses Projekts gründeten die Zoologische Gesellschaft Frankfurt, die Frankfurter Goethe-Universität und die Senckenberg Gesellschaft für Naturforschung Ende 2020 eine eigene gGmbH.

### Affenanlagen
Die Affenanlagen (1962) zeigen heute noch, wie fortschrittliche Affengehege nach dem Zweiten Weltkrieg aussahen. Obwohl in den letzten Jahren viele Gehege zusammengelegt und durch Naturmaterialien deutlich verbessert wurden, sind immer noch Kacheln und Reste von Edelstahlklettergerüsten zu sehen. Das Haus besteht aus drei Teilen: Im oberen Flügel sind Mantelpaviane, Braune Klammeraffen und Gelbbrust-Kapuziner untergebracht; die Klammeraffen haben eine schöne, natürlich bepflanzte Insel als Freigehege, die Paviane einen Felshügel (beide schon 1959 fertiggestellt). Es folgt ein dunkler Gang, der in den 60er-Jahren die „Nachttier-Versuchsabteilung“ des Zoos war. Heute leben hier Reptilien und Amphibien wie Spaltenschildkröte, Gorongosa-Gürtelschweif, Tropfenkröte und Schrecklicher Pfeilgiftfrosch. Im unteren Flügel sind Kattas und weitere Gelbbrust-Kapuziner untergebracht. Relikte aus der Ära Grzimek sind der vergitterte Spiegel, in dem sich der Mensch als „gefährlichstes Raubtier“ erkennen kann, gegenüber der Globus mit einer Auswahl bedrohter Arten und im Freien der Spendenbrunnen. Hinter dem Haus befinden sich eine kleine Freianlage für Kleinsäuger und eine kleine Streuobstwiese, wo auch die Honigbienen des Zoos leben. Zwischen Affenanlagen und Faust-Vogelhallen informiert das Grzimek-Camp über das Leben und Wirken des früheren Frankfurter Zoodirektors Bernhard Grzimek. Ein Duplikat des Flugzeugs, mit dem Grzimek Tierherden in der Serengeti erforschte, ist auf das Dach der Affenanlagen montiert.

### Borgori-Wald

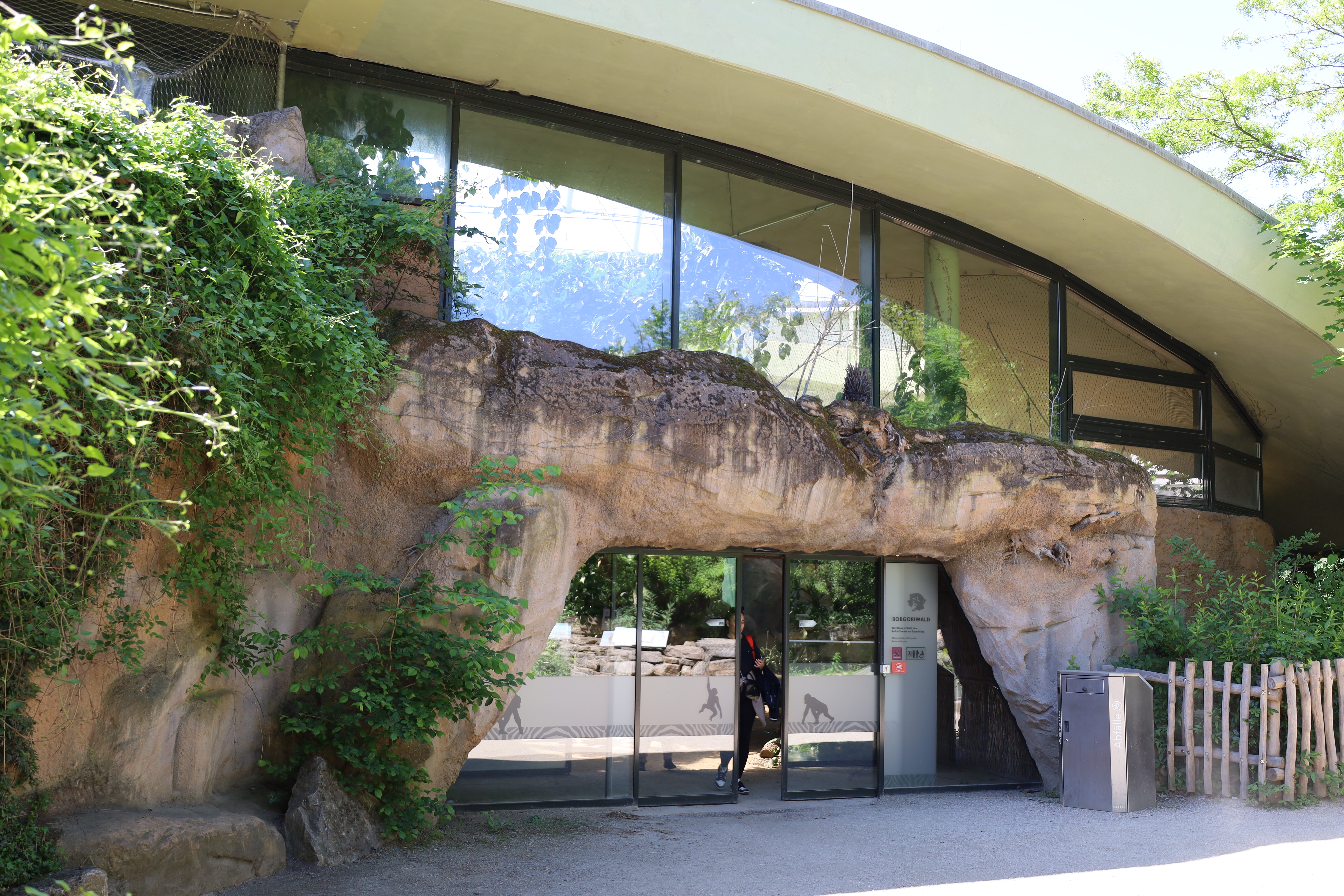
Haupteingang zum Borgori-Wald

Zu den Höhepunkten des Frankfurter Zoos zählt das Menschenaffenhaus, das Zuchtgruppen von Westlichen Flachlandgorillas, Bonobos und Sumatra-Orang-Utans beherbergt. Die Gorillas sind mit Halsbandmangaben vergesellschaftet, zudem befindet sich im Haus eine Voliere für afrikanische Vögel (Fischerturako, Königsglanzstar). Das Gebäude ist als begehbare, üppig bepflanzte Tropenhalle mit verglasten Einblicken in die Affengehege gestaltet. Das Gorilla-Innengehege ist ringförmig gebaut; an zwei Stellen sind Kunstfelshöhlen eingebaut, durch die die Besucher in die Mitte des Rings gelangen, während die Gorillas auf „Brücken“ über den Höhlen von der einen in die andere Gehegehälfte wechseln können.
Zu den prominentesten Bewohnern des Borgori-Waldes gehörten der Gorilla Matze (1957–2008; seit 1969 in Frankfurt) und das Bonobo-Weibchen Margrit (1951–2023; seit 1959 in Frankfurt).

### Ehemaliges Elefantenhaus

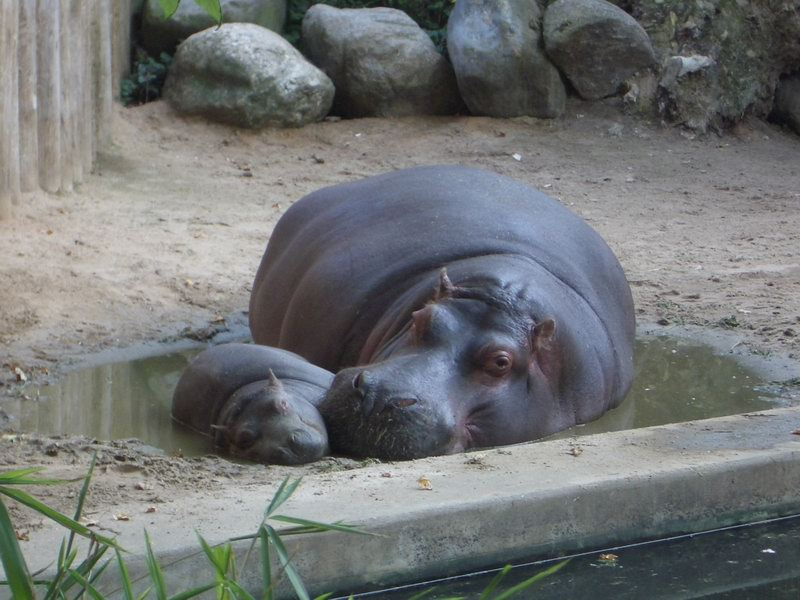
Flusspferde

Eines der ältesten Gebäude im Frankfurter Zoo ist das ehemalige Elefantenhaus, seine Grundmauern sind über 100 Jahre alt. Umgestaltungen in diesem Parkbereich sind vorgesehen, das Haus dient als „Seniorendomizil“ für ein Flusspferd. Bis zu seinem Tod im Dezember 2023 lebte hier auch das letzte Südzentralafrikanische Spitzmaulnashorn (Diceros bicornis minor) Europas.

### Greifvögel, Straußenhaus, Flamingos, Vogelwiese

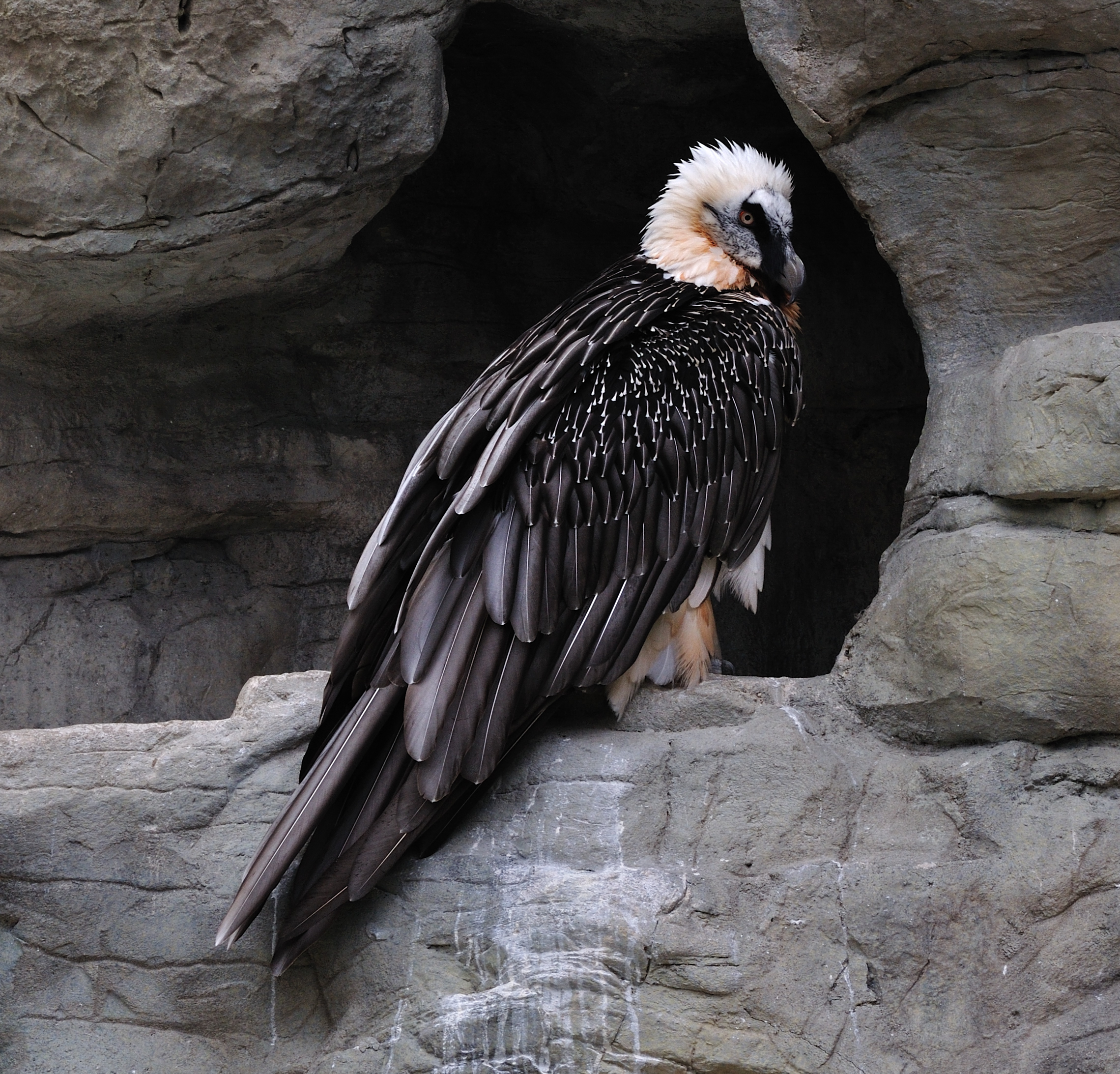
Bartgeier gehören zu den ehemaligen Bewohnern der Greifvogelgalerie

Ebenfalls über 100 Jahre alt sind die Grundmauern der Greifvogelgalerie. Nachdem die Zahl der Greifvogelarten stark reduziert wurde und man frühere Kleinvolieren zu drei größeren zusammenlegte, sind hier aktuell vor allem Geier zu sehen. In der linken Voliere sind Königsgeier mit einem Zuchtpaar Falklandkarakaras vergesellschaftet. In der hohen Mittelvoliere lebt ein Zuchtpaar Gaukler, und in der Voliere rechts davon sind Schmutzgeier und Kappengeier zu beobachten.
Gegenüber befindet sich das unter Grzimek erbaute, reetgedeckte Straußenhaus (1961). Auch hier wurden Gehege in zurückliegenden Jahren zusammengelegt. Heute beherbergt es züchtende Helmkasuare (vergesellschaftet mit Parmakängurus).
Auf der Vogelwiese gegenüber der Kasuar-Anlage sind Mandschurenkraniche und Schopfhirsche zu sehen. In der Anlage rechts daneben ist eine über 20-köpfige Gruppe von Chilenischen Flamingos untergebracht.

### Huftieranlagen
Beim weiteren Gang durch den ältesten Teil des Frankfurter Zoos passiert man diverse Huftieranlagen: Im Bereich des Giraffenhauses sind Netzgiraffen und Okapis, aber auch Kleinsäuger und Reptilien untergebracht (Kirk-Dikdik, Klippschliefer, Pantherschildkröte, Kenia-Zebraskink). Es folgen das Antilopenhaus mit züchtenden Bongos und farbenfrohen afrikanischen Pinselohrschweinen, das Gehege für Grevyzebras, die nach einem früheren Frankfurter Zoodirektor benannte Max-Schmidt-Anlage für Tiere Südamerikas (Vikunja, Mara, Wasserschwein, Nandu) und daneben die Anlage für Gelbrückenducker, der Streichelzoo mit Westafrikanischen Zwergziegen und das Kamelhaus mit Trampeltieren und Alpakas.

### Robbenklippen und Pinguine
In einer großzügigen Felsenlandschaft können Seehunde, Südafrikanische Seebären und Humboldtpinguine über und unter Wasser beobachtet werden.

### Zoo-Gesellschaftshaus

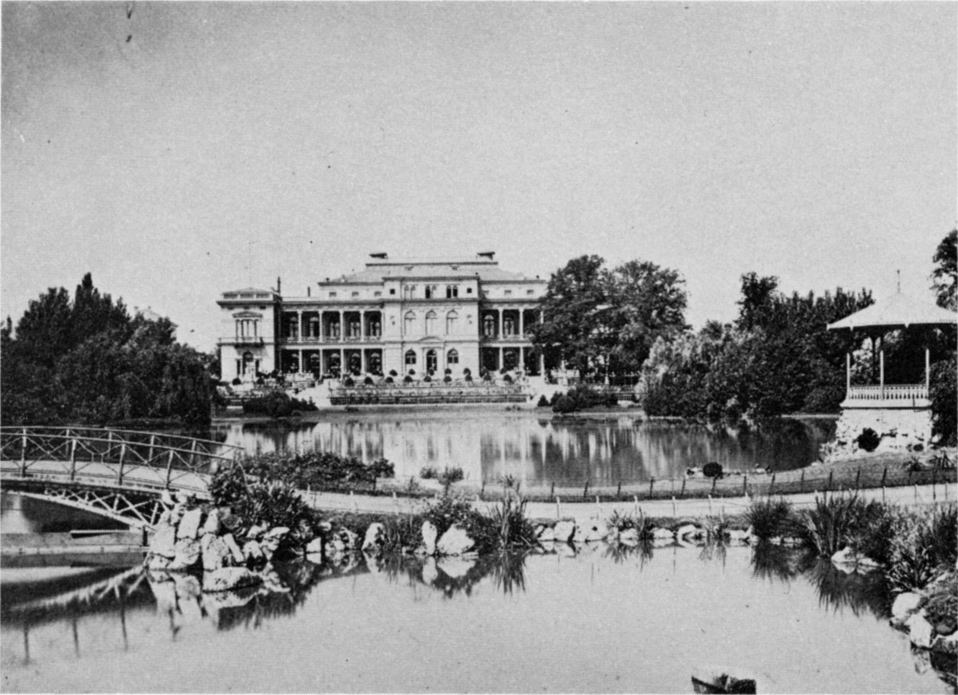
Zoo-Gesellschaftshaus 1878

Das Zoo-Gesellschaftshaus wurde 1875/76 von den Architekten Josef Durm, Adam Friedrich Kaysser und Otto Lindheimers erbaut. Dieser Repräsentationsbau des späten Klassizismus mit Renaissanceanklängen bildet zugleich den städtebaulichen Abschluss des gründerzeitlichen Straßenzuges Hauptbahnhof – Kaiserstraße – Hauptwache – Zeil und ist bis in die Gegenwart ein markantes Wahrzeichen des Frankfurter Ostends. Es beherbergt das Fritz Rémond Theater, ein Restaurant sowie mehrere Fest- und Tagungsräume, außerdem die Zooverwaltung und die Zoologische Gesellschaft Frankfurt. Da im Haus mittelfristig auch ein Kinder- und Jugendtheater untergebracht werden soll, ist der Umzug der Zoologischen Gesellschaft in das geplante Conservation Center an der Stelle des Eingangs Rhönstraße vorgesehen.

## Artenschutz und Erhaltungsvielfalt
Der Leitsatz des Zoos „Tiere erleben – Natur bewahren“ spiegelt sich zum einen in der Auswahl der gezeigten, seltenen Arten wider, die entweder stark bedroht oder vom Aussterben bedroht sind, wie beispielsweise Mandschurenkranich, Asiatischer Löwe oder dem in Europa bedrohten Bartgeier.
Der Zoo Frankfurt beteiligt sich nicht nur aktiv über die Zoologische Gesellschaft Frankfurt (ZGF) am Artenschutz in den Ländern der bedrohten Tiere. Zu weiteren Schutzprogrammen für insgesamt sieben Tierarten zählen Rostkatze, Mähnenwolf und Westlicher Flachlandgorilla für die der Zoo das Internationale Zuchtbuch (ISB) führt. Etwa 50 Arten werden im Rahmen des Europäischen Erhaltungszuchtprogramms (EEP) gehalten. Die EEPs für Nashornleguan, Socorrotaube, Grauer Schlanklori und Rostkatze steuern Mitarbeiter des Frankfurter Zoos.
Im Zoo leben weiterhin europäische Vogelarten. Der Blaue Pfau sowie Graureiher, Enten und Gänse bewegen sich frei im Zoologischen Garten.

## Pädagogische Arbeit
Seit 1960 beschäftigt der Zoo eine wissenschaftlich und pädagogisch gebildete Referentin. Die erste Zoopädagogin war Rosl Kirchshofer. In unregelmäßiger Folge erscheinen Materialien für den Biologieunterricht. Zudem können themenbezogene Führungen gebucht werden. Der ehemalige hessische Ministerpräsident Georg-August Zinn bezeichnete den Frankfurter Zoo als „Die größte Schule Hessens“.

## Direktoren
- David Friedrich Weinland (Wiss. Direktor, 1858–1863)
- Franz Leven (Leitend. Direktor, 1858–1859)
- Max Schmidt (Leitend. Direktor, 1859–1863, Direktor 1864–1885)
- Ludwig Wunderlich (Wiss. Direktor, 1885–1888)
- Victor Goering (Leitend. Direktor, 1885–1913)
- Wilhelm Haacke (Wiss. Direktor, 1888–1893)
- Adalbert Seitz (Wiss. Direktor, 1893–1908)
- Kurt Priemel (Wiss. Direktor, 1908–1913, Direktor 1913–1938)
- Georg Steinbacher (1938–1945)
- Bernhard Grzimek (1945–1974)
- Richard Faust (1974–1993)
- Christoph Scherpner (Geschäftsführender Direktor, 1993–1994)
- Christian R. Schmidt (1994–2008)
- Manfred Niekisch (2008–2017)
- Miguel Casares (1. Februar 2018–30. Juni 2021)[30]
- Stefan Stadler, Leiter der wissenschaftlichen Abteilung und Kerstin Schmitz, Leiterin der Verwaltung (Interimsdirektoren 1. Juli 2021–14. Februar 2022)[31]
- Christina Geiger (ab 15. Februar 2022)[32]

## Sonstiges
- 1940 wurde der 1894 vor dem Zoo errichtete Brunnen als „Metallspende des deutschen Volkes“ für Kriegszwecke eingeschmolzen.
- 1972 taufte der damalige Oberbürgermeister von Frankfurt, Rudi Arndt, das 14. im Zoo geborene Flusspferd auf den Namen Dynamit. Er selbst trug – ob seiner Haltung zum Wiederaufbau der Alten Oper Frankfurt – den Beinamen Dynamit-Rudi.
- Der Gorillamann Matze galt als der älteste züchtende Gorilla der Welt. Er kam 1969 in den Zoo und starb dort 2008 im geschätzten Alter von 51 Jahren. Matze zeugte zusammen mit seinen vier Frauen achtzehn Nachkommen.
- Der Zoo Frankfurt ist Mitglied von BioFrankfurt, dem Netzwerk für Biodiversität.
- Giraffe, Erdmännchen & Co., eine Dokusoap der ARD, wird im Frankfurter Zoo und im Opel-Zoo (Kronberg im Taunus) aufgezeichnet.
- Ein zunächst vermuteter Anschlag auf die Chileflamingos in den Nächten vom 20. bis 23. März 2014 ließ sich im Nachhinein einem Fuchs zuordnen, Bissspuren belegten eindeutig, dass dies nicht das Werk von Tierquälern war. Bereits 2007 hatten Unbekannte vier Flamingos getötet.[33][34]
- Der Podcast „Hinter dem Zoo geht´s weiter“ gibt einen Einblick über die Arbeit im Zoo Frankfurt sowie der Zoologischen Gesellschaft Frankfurt.[35]